# Лиллепуу, Яанус Ивович
Я́анус И́вович Ли́ллепуу (14 мая 1963, Таллин) — советский и эстонский волейболист, игрок сборной СССР (1986—1987). Чемпион Европы 1987. Связующий. Мастер спорта СССР (1982).
Волейболом начал заниматься в Таллинской спортивной школе-интернате. Выступал за команды: 1980—1987, 1988—1989 — «Калев» (Таллин), 1987—1988 — «Радиотехник» (Рига). В 1989—1995 играл в Италии (1989—1992 — «Болонья», 1992—1993 — «Сан-Джорджо-Местре» Венеция, 1994—1995 — «Катания»).
В 1982 году в составе молодёжной сборной СССР стал чемпионом Европы, а в 1985 в составе студенческой сборной — серебряным призёром Всемирной Универсиады.
В сборной СССР в выступал в 1986—1987 годах. В её составе: чемпион Европы 1987, победитель Игр доброй воли 1986.